# Bodyfitness
Bodyfitness je soutěžní kategorie a obdoba fitness, s tím, že závodník je limitován v soutěžní váze. Soutěžní váha nesmí překročit rozdíl výšky závodníka a 1 metru. Bodyfitness mužů mělo v České republice první premiéru v dubnu roku 2005 na mistrovských soutěžích ČR v kulturistice, fitness a bodyfitness. Do této doby zde byl jen bodyfitness žen.
Samotná soutěž se skládá z porovnání celé postavy, z povinných póz a z volné sestavy.

## Soutěžící v České republice
- První mistrem ČR v kategorii bodyfitness se stal David Slevinský.
- V roce 2006 se Jitka Papežová stala absolutní mistryní ČR v bodyfitness juniorů, v roce 2007 vicemistryní ČR v bodyfitnessu žen a mistryně světa v kategorii Bodyfitness do 163 cm.
- Pavla Opatřil je mistryně České republiky v kategorii bodyfitness v roce 2022.[1]